# Elaeagnus ovata
Elaeagnus ovata — вид квіткових рослин з родини маслинкових (Elaeagnaceae). Поширення: Китай (Шанхай).

## Біоморфологічна характеристика
Це кущ. Колючки відсутні. Старіші гілки коричнево-сірі, голі; молоді гілки червонувато-коричневі. Ніжка листка 2.5–3 мм, срібляста; листова пластинка яйцеподібна або майже кругла, 2–2.5 × 1.3–1.5 см, знизу срібляста з розсіяними червонуватими лусочками, зверху зелена, з розсіяними сріблястими лусочками, край хвилястий. Квітки поодинокі або по 1–3 на дуже коротких пагонах. Оцвітина сріблясто-білого кольору; трубка дуже коротка, неясно чотирикутна, ≈ 2.5 мм; частки трикутні, ≈ 2.5 мм.